# Olympische Sommerspiele 1936/Teilnehmer (Deutsches Reich)
| Gelbes Symbol für Goldmedaillen mit stilisierten Olympischen Ringen | Graues Symbol für Silbermedaillen mit stilisierten Olympischen Ringen | Braundes Symbol für Bronzemedaillen mit stilisierten Olympischen Ringen |
| ------------------------------------------------------------------- | --------------------------------------------------------------------- | ----------------------------------------------------------------------- |
| 33                                                                  | 26                                                                    | 30                                                                      |

Deutschland nahm bei den XI. Olympischen Sommerspielen 1936 in Berlin mit einer Delegation von 348 Athleten (306 Männer und 42 Frauen) teil. Der Turner Konrad Frey war mit zwei Goldmedaillen im Einzel und einer in der Mannschaft sowie einer Silber- und zwei Bronzemedaillen der erfolgreichste Athlet der deutschen Olympiamannschaft.
Bei der Eröffnungsfeier war der Leichtathlet Hans Fritsch der Fahnenträger beim Einmarsch der Nationen.

## Medaillen

### Medaillenspiegel
| Rang   | Sportart           | Gold | Silber | Bronze | Gesamt |
| ------ | ------------------ | ---- | ------ | ------ | ------ |
| 1      | Turnen             | 6    | 1      | 6      | 13     |
| 2      | Reiten             | 6    | 1      | –      | 7      |
| 3      | Leichtathletik     | 5    | 4      | 7      | 16     |
| 4      | Rudern             | 5    | 1      | 1      | 7      |
| 5      | Kanu               | 2    | 3      | 2      | 7      |
| 6      | Reiten             | 2    | 2      | 1      | 5      |
| 7      | Radsport           | 2    | –      | 1      | 3      |
| 8      | Gewichtheben       | 1    | 2      | 2      | 5      |
| 9      | Schießen           | 1    | 2      | –      | 3      |
| 10     | Segeln             | 1    | 1      | 1      | 3      |
| 11     | Handball           | 1    | –      | –      | 1      |
| 11     | Moderner Fünfkampf | 1    | –      | –      | 1      |
| 12     | Ringen             | –    | 3      | 4      | 7      |
| 13     | Schwimmen          | –    | 3      | 1      | 4      |
| 14     | Fechten            | –    | 1      | 2      | 3      |
| 15     | Wasserball         | –    | 1      | –      | 1      |
| 15     | Hockey             | –    | 1      | –      | 1      |
| 16     | Wasserspringen     | –    | –      | 2      | 2      |
| Gesamt | Gesamt             | 33   | 26     | 30     | 89     |

### Medaillengewinner
| Name/n | Sportart           | Wettkampf                         |
| --- | ------------------ | --------------------------------- |
| Gold |                    |                                   |
| Toni Merkens | Bahnradsport       | Sprint                            |
| Ernst Ihbe Carly Lorenz | Bahnradsport       | Tandem                            |
| Willy Kaiser | Boxen              | Fliegengewicht                    |
| Herbert Runge | Boxen              | Schwergewicht                     |
| Konrad Frey | Geräteturnen       | Pauschenpferd                     |
| Konrad Frey | Geräteturnen       | Barren                            |
| Alfred Schwarzmann | Geräteturnen       | Pferdsprung                       |
| Alfred Schwarzmann | Geräteturnen       | Einzelmehrkampf                   |
| Alfred Schwarzmann Konrad Frey Matthias Volz Willi Stadel Walter Steffens Franz Beckert Innozenz Stangl Ernst Winter | Geräteturnen       | Mannschaftsmehrkampf              |
| Gertrud Meyer Erna Bürger Käte Sohnemann Isolde Frölian Anita Bärwirth Paula Pöhlsen Friedl Iby Julie Schmitt | Geräteturnen       | Mannschaftsmehrkampf              |
| Josef Manger | Gewichtheben       | Klasse über 82,5 kg               |
| Heinz Körvers Arthur Knautz Willy Bandholz Hans Keiter Wilhelm Brinkmann Georg Dascher Erich Herrmann Hans Theilig Helmut Berthold Alfred Klingler Fritz Fromm Karl Kreutzberg Heinrich Keimig Rudolf Stahl Kurt Dossin Hermann Hansen Wilhelm Müller Fritz Spengler Edgar Reinhardt Wilhelm Baumann Günter Ortmann Helmut Braselmann | Handball           | Mannschaft                        |
| Ernst Krebs | Kanurennsport      | K1 10.000 m                       |
| Paul Wevers Ludwig Landen | Kanurennsport      | K2 10.000 m                       |
| Hans Woellke | Leichtathletik     | Kugelstoßen                       |
| Gerhard Stöck | Leichtathletik     | Speerwurf                         |
| Gisela Mauermayer | Leichtathletik     | Diskuswurf                        |
| Tilly Fleischer | Leichtathletik     | Speerwurf                         |
| Karl Hein | Leichtathletik     | Hammerwurf                        |
| Gotthard Handrick | Moderner Fünfkampf | Einzel                            |
| Heinz Pollay | Reiten             | Dressur Einzel                    |
| Ludwig Stubbendorff | Reiten             | Vielseitigkeit Einzel             |
| Kurt Hasse | Reiten             | Springreiten Einzel               |
| Heinz Pollay Friedrich Gerhard Hermann von Oppeln-Bronikowski | Reiten             | Dressur Mannschaft                |
| Ludwig Stubbendorff Rudolf Lippert Konrad von Wangenheim | Reiten             | Vielseitigkeit Mannschaft         |
| Kurt Hasse Marten von Barnekow Heinz Brandt | Reiten             | Springreiten Mannschaft           |
| Gustav Schäfer | Rudern             | Einer                             |
| Willi Eichhorn Hugo Strauß | Rudern             | Zweier ohne Steuermann            |
| Gerhard Gustmann Herbert Adamski Dieter Arend (Steuermann) | Rudern             | Zweier mit Steuermann             |
| Rudolf Eckstein Anton Rom Martin Karl Wilhelm Menne | Rudern             | Vierer ohne Steuermann            |
| Hans Maier Walter Volle Ernst Gaber Paul Söllner Fritz Bauer (Steuermann) | Rudern             | Vierer mit Steuermann             |
| Cornelius van Oyen | Schießen           | Schnellfeuerpistole               |
| Peter Bischoff Hans-Joachim Weise | Segeln             | Star                              |
| Silber |                    |                                   |
| Richard Vogt | Boxen              | Halbschwergewicht                 |
| Michael Murach | Boxen              | Weltergewicht                     |
| Helene Mayer | Fechten            | Florett                           |
| Konrad Frey | Geräteturnen       | Reck                              |
| Eugen Deutsch | Gewichtheben       | Klasse bis 82,5 kg                |
| Rudolf Ismayr | Gewichtheben       | Klasse bis 75 kg                  |
| Karl Dröse Herbert Kemmer Erich Zander Alfred Gerdes Erwin Keller Heinz Schmalix Harald Huffmann Werner Hamel Kurt Weiß Hans Scherbart Fritz Messner Rudolf Warnholtz Detlef Okrent Hermann Auf der Heide Heinrich Peter Carl Menke Heinz Raack Paul Mehlitz Ludwig Beisiegel Carl Ruck Erich Cuntz Werner Kubitzki                   | Hockey             | Mannschaft                        |
| Willi Horn Erich Hanisch | Kanurennsport      | F2 10.000 m                       |
| Helmut Cämmerer | Kanurennsport      | K1 1000 m                         |
| Ewald Tilker Fritz Bondroit | Kanurennsport      | K2 1000 m                         |
| Erwin Blask | Leichtathletik     | Hammerwurf                        |
| Luz Long | Leichtathletik     | Weitsprung                        |
| Luise Krüger | Leichtathletik     | Speerwurf                         |
| Anni Steuer | Leichtathletik     | 80 m Hürden                       |
| Friedrich Gerhard | Reiten             | Schnellfeuerpistole               |
| Fritz Schäfer | Ringen             | Griechisch-römisch, Weltergewicht |
| Ludwig Schweickert | Ringen             | Griechisch-römisch, Mittelgewicht |
| Wolfgang Ehrl | Ringen             | Freistil, Leichtgewicht           |
| Willi Kaidel Joachim Pirsch | Rudern             | Doppelzweier                      |
| Erich Krempel | Schießen           | Scheibenpistole                   |
| Heinz Hax | Schießen           | Schnellfeuerpistole               |
| Erwin Sietas | Schwimmen          | 200 m Brust                       |
| Gisela Arendt Ingeborg Schmitz Magdalena Lohmar Ruth Halbsguth | Schwimmen          | 4 × 100 m Freistil                |
| Martha Genenger | Schwimmen          | 200 m Brust                       |
| Werner Krogmann | Segeln             | Olympiajollen                     |
| Paul Klingenburg Bernhard Baier Gustav Schürger Fritz Gunst Josef Hauser Hans Schneider Hans Schulze Fritz Stolze Heinrich Krug Alfred Kienzle Helmuth Schwenn | Wasserball         | Mannschaft                        |
| Bronze |                    |                                   |
| Rudolf Karsch | Bahnradsport       | 1000 m Zeitfahren                 |
| Josef Miner | Boxen              | Federgewicht                      |
| Erwin Casmir August Heim Julius Eisenecker Siegfried Lerdon Stefan Rosenbauer Otto Adam | Fechten            | Florett Mannschaft                |
| Erwin Casmir August Heim Julius Eisenecker Hans Esser Richard Wahl Hans-Georg Jörger | Fechten            | Säbel Mannschaft                  |
| Alfred Schwarzmann | Geräteturnen       | Reck                              |
| Alfred Schwarzmann | Geräteturnen       | Barren                            |
| Konrad Frey | Geräteturnen       | Boden                             |
| Konrad Frey | Geräteturnen       | Einzelmehrkampf                   |
| Matthias Volz | Geräteturnen       | Pferdsprung                       |
| Matthias Volz | Geräteturnen       | Ringe                             |
| Adolf Wagner | Gewichtheben       | Klasse bis 75 kg                  |
| Karl Jansen | Gewichtheben       | Klasse bis 67,5 kg                |
| Xaver Hörmann | Kanurennsport      | F1 10.000 m                       |
| Erich Koschik | Kanurennsport      | C1 1000 m                         |
| Käthe Krauß | Leichtathletik     | 100 m                             |
| Gerhard Stöck | Leichtathletik     | Kugelstoßen                       |
| Alfred Dompert | Leichtathletik     | 3000 m Hindernis                  |
| Elfriede Kaun | Leichtathletik     | Hochsprung                        |
| Paula Mollenhauer | Leichtathletik     | Diskuswurf                        |
| Erich Borchmeyer Erwin Gillmeister Gerd Hornberger Wilhelm Leichum | Leichtathletik     | 4 × 100 m Staffel                 |
| Rudolf Harbig Helmut Hamann Friedrich von Stülpnagel Harry Voigt | Leichtathletik     | 4 × 400 m Staffel                 |
| Jakob Brendel | Ringen             | Griechisch-römisch, Bantamgewicht |
| Johannes Herbert | Ringen             | Freistil, Bantamgewicht           |
| Kurt Hornfischer | Ringen             | Griechisch-römisch, Schwergewicht |
| Erich Siebert | Ringen             | Freistil, Halbschwergewicht       |
| Alfred Rieck Helmut Radach Hans Kuschke Heinz Kaufmann Gerd Völs Werner Loeckle Hans Hannemann Herbert Schmidt Wilhelm Mahlow (Steuermann) | Rudern             | Achter                            |
| Gisela Arendt | Schwimmen          | 100 m Freistil                    |
| Hans Howaldt Alfried Krupp Felix Scheder-Bieschin Eduard Mohr Fritz Bischoff Otto Wachs | Segeln             | 8-m-Klasse                        |
| Hermann Stork | Wasserspringen     | 10 m Turmspringen                 |
| Käthe Köhler | Wasserspringen     | 10 m Turmspringen                 |

## Teilnehmer nach Sportarten

### Basketball
| Wettbewerb       | Männer |
| ---------------- | --- |
| Athleten         | Bernhard Cuiper Robert Duis Karl Endres Emil Göing Otto Kuchenbecker Emil Lohbeck Hans Niclaus Kurt Oleska Siegfried Reischieß Heinz Steinschulte |
| Trainer          | Hermann Niebuhr |
| Erste Runde      | Schweiz 25:18 |
| Erste Trostrunde | Spanien Spanien nicht angetreten, Sieg für Deutschland                                                                                            |
| Zweite Runde     | Italien 58:16 |
| Platzierung      | 15 |

### Boxen
| Athleten         | Wettbewerb        | Sechzehntelfinale        | Sechzehntelfinale       | Achtelfinale        | Achtelfinale            | Viertelfinale   | Viertelfinale           | Halbfinale           | Halbfinale              | Finale                 | Finale                  | Rang   |
| Athleten         | Wettbewerb        | Gegner                   | Ergebnis                | Gegner              | Ergebnis                | Gegner          | Ergebnis                | Gegner               | Ergebnis                | Gegner                 | Ergebnis                | Rang   |
| ---------------- | ----------------- | ------------------------ | ----------------------- | ------------------- | ----------------------- | --------------- | ----------------------- | -------------------- | ----------------------- | ---------------------- | ----------------------- | ------ |
| Männer           |                   |                          |                         |                     |                         |                 |                         |                      |                         |                        |                         |        |
| Willy Kaiser     | Fliegengewicht    | Freilos                  | Freilos                 | Guillermo López     | RSC3                    | Fidel Tricánico | Sieg nach Punkten       | Alfredo Carlomagno   | Sieg nach Punkten       | Gavino Matta           | Sieg nach Punkten       | Gold   |
| Wilhelm Stasch   | Bantamgewicht     | Pierre Bonnet            | Sieg nach Punkten       | Oscar de Larrazábal | Niederlage nach Punkten | ausgeschieden   | ausgeschieden           | ausgeschieden        | ausgeschieden           | ausgeschieden          | ausgeschieden           | 8      |
| Josef Miner      | Federgewicht      | Khalil Amira El-Maghrabi | Sieg nach Punkten       | Remi Lescrauwaet    | Sieg nach Punkten       | John Treadaway  | Sieg nach Punkten       | Charles Catterall    | Niederlage nach Punkten | Platz 3: Dezső Frigyes | Sieg nach Punkten       | Bronze |
| Karl Schmedes    | Leichtgewicht     | José Padilla             | Niederlage nach Punkten | ausgeschieden       | ausgeschieden           | ausgeschieden   | ausgeschieden           | ausgeschieden        | ausgeschieden           | ausgeschieden          | ausgeschieden           | 16     |
| Michael Murach   | Weltergewicht     | Freilos                  | Freilos                 | Walter Pack         | Sieg nach Punkten       | Hens Dekkers    | Sieg nach Punkten       | Roger Tritz          | Sieg nach Punkten       | Sten Suvio             | Niederlage nach Punkten | Silber |
| Adolf Baumgarten | Mittelgewicht     | Alfred Flury             | Sieg nach Punkten       | Benito Totti        | Sieg nach Punkten       | Henry Tiller    | Niederlage nach Punkten | ausgeschieden        | ausgeschieden           | ausgeschieden          | ausgeschieden           | 5      |
| Richard Vogt     | Halbschwergewicht | Freilos                  | Freilos                 | Erminio Bolzan      | Sieg nach Punkten       | Hannes Koivunen | Sieg nach Punkten       | Francisco Risiglione | Sieg nach Punkten       | Roger Michelot         | Niederlage nach Punkten | Silber |
| Herbert Runge    | Schwergewicht     | Freilos                  | Freilos                 | Rudolf Kus          | Sieg nach Punkten       | Anthony Stuart  | Sieg nach Punkten       | Ferenc Nagy          | Sieg nach Punkten       | Guillermo Lovell       | Sieg nach Punkten       | Gold   |

### Fechten
| Athleten                                                                                | Wettbewerb         | 1. Runde | 1. Runde | Achtelfinale | Achtelfinale | Viertelfinale | Viertelfinale | Halbfinale    | Halbfinale    | Finale        | Finale        | Rang   |
| Athleten                                                                                | Wettbewerb         | Punkte   | Rang     | Punkte       | Rang         | Punkte        | Rang          | Punkte        | Rang          | Punkte        | Rang          | Rang   |
| --------------------------------------------------------------------------------------- | ------------------ | -------- | -------- | ------------ | ------------ | ------------- | ------------- | ------------- | ------------- | ------------- | ------------- | ------ |
| Frauen                                                                                  |                    |          |          |              |              |               |               |               |               |               |               |        |
| Helene Mayer                                                                            | Florett            | –        | –        | 12           | 1            | 8             | 1             | 8             | 2             | 10            | 2             | Silber |
| Hedwig Haß                                                                              | Florett            | –        | –        | 12           | 1            | 10            | 1             | 4             | 4             | 10            | 4             | 4      |
| Olga Oelkers                                                                            | Florett            | –        | –        | 6            | 4            | 6             | 3             | 2             | 6             | ausgeschieden | ausgeschieden | 9      |
| Männer                                                                                  |                    |          |          |              |              |               |               |               |               |               |               |        |
| Siegfried Lerdon                                                                        | Degen              | –        | –        | 8            | 2            | 10            | 2             | 8             | 7             | ausgeschieden | ausgeschieden | 11     |
| Otto Schröder                                                                           | Degen              | –        | –        | 5            | 8            | ausgeschieden | ausgeschieden | ausgeschieden | ausgeschieden | ausgeschieden | ausgeschieden | 41     |
| Ernst Röthig                                                                            | Degen              | –        | –        | 6            | 6            | ausgeschieden | ausgeschieden | ausgeschieden | ausgeschieden | ausgeschieden | ausgeschieden | 41     |
| Julius Eisenecker                                                                       | Florett            | 8        | 2        | 4            | 3            | 6             | 2             | 2             | 8             | ausgeschieden | ausgeschieden | 9      |
| Erwin Casmir                                                                            | Florett            | 12       | 1        | 10           | 1            | 10            | 1             | 10            | 2             | 8             | 4             | 4      |
| August Heim                                                                             | Florett            | 6        | 3        | 2            | 5            | ausgeschieden | ausgeschieden | ausgeschieden | ausgeschieden | ausgeschieden | ausgeschieden | 25     |
| August Heim                                                                             | Säbel              | –        | –        | 10           | 3            | 4             | 4             | ausgeschieden | ausgeschieden | ausgeschieden | ausgeschieden | 19     |
| Richard Wahl                                                                            | Säbel              | –        | –        | 8            | 2            | 2             | 4             | ausgeschieden | ausgeschieden | ausgeschieden | ausgeschieden | 19     |
| Siegfried Lerdon Josef Uhlmann Hans Esser Eugen Geiwitz Ernst Röthig Otto Schröder      | Degen Mannschaft   | –        | –        | –            | –            | 4             | 1             | 4             | 2             | 0             | 4             | 4      |
| Erwin Casmir August Heim Julius Eisenecker Siegfried Lerdon Stefan Rosenbauer Otto Adam | Florett Mannschaft | –        | –        | 2            | 1            | 2             | 1             | 4             | 2             | 4             | 3             | Bronze |
| Erwin Casmir August Heim Julius Eisenecker Hans Esser Richard Wahl Hans-Georg Jörger    | Säbel Mannschaft   | –        | –        | 2            | 1            | 4             | 1             | 4             | 2             | 2             | 3             | Bronze |

### Fußball
| Wettbewerb    | Männer |
| ------------- | --- |
| Athleten      | Robert Bernard Fritz Buchloh Heinz Ditgens Franz Elbern Josef Gauchel Ludwig Goldbrunner Rudolf Gramlich Karl Hohmann Hans Jakob Ernst Lehner August Lenz Paul Mehl Reinhold Münzenberg Otto Siffling Wilhelm Simetsreiter Adolf Urban |
| Trainer       | Otto Nerz |
| Achtelfinale  | Luxemburg 9:0 |
| Viertelfinale | Norwegen 0:2 |
| Halbfinale    | ausgeschieden |
| Finale        | ausgeschieden |
| Platzierung   | 5 |

### Gewichtheben
| Athleten        | Wettbewerb          | Drücken (kg) | Reißen (kg) | Umsetzen & Stoßen (kg) | Gesamtgewicht (kg) | Rang   |
| --------------- | ------------------- | ------------ | ----------- | ---------------------- | ------------------ | ------ |
| Männer          |                     |              |             |                        |                    |        |
| Georg Liebsch   | Klasse bis 60 kg    | 92,5         | 90,0        | 107,5                  | 290,0              | 5      |
| Max Walter      | Klasse bis 60 kg    | 75,0         | 90,0        | 115,0                  | 280,0              | 8      |
| Karl Jansen     | Klasse bis 67,5 kg  | 95,0         | 100,0       | 132,5                  | 327,5              | Bronze |
| Karl Schwitalle | Klasse bis 67,5 kg  | 95,0         | 100,0       | 127,5                  | 322,5              | 4      |
| Rudolf Ismayr   | Klasse bis 75 kg    | 107,5        | 102,5       | 142,5                  | 352,5              | Silber |
| Adolf Wagner    | Klasse bis 75 kg    | 97,5         | 112,5       | 142,5                  | 352,5              | Bronze |
| Eugen Deutsch   | Klasse bis 82,5 kg  | 105,0        | 110,0       | 150,0 OR               | 365,0              | Silber |
| Helmut Opschruf | Klasse bis 82,5 kg  | 97,5         | 110,0       | 147,5                  | 355,0              | 4      |
| Josef Manger    | Klasse über 82,5 kg | 132,5 OR     | 122,5       | 155,0 OR               | 410,0 OR           | Gold   |
| Paul Wahl       | Klasse über 82,5 kg | 115,0        | 110,0       | 150,0                  | 375,0              | 7      |

### Handball
| Wettbewerb  | Männer |
| ----------- | --- |
| Athleten    | Heinz Körvers Arthur Knautz Willy Bandholz Hans Keiter Wilhelm Brinkmann Georg Dascher Erich Herrmann Hans Theilig Helmut Berthold Alfred Klingler Fritz Fromm Karl Kreutzberg Heinrich Keimig Rudolf Stahl Kurt Dossin Hermann Hansen Wilhelm Müller Fritz Spengler Edgar Reinhardt Wilhelm Baumann Günter Ortmann Helmut Braselmann |
| Trainer     | Otto Kaundinya |
| Vorrunde    | Ungarn 22:0 Vereinigte Staaten 29:1 |
| Finalrunde  | Ungarn 19:6 Schweiz 16:6 Österreich 10:6 |
| Platzierung | Gold |

### Hockey
| Wettbewerb  | Männer |
| ----------- | --- |
| Athleten    | Karl Dröse Herbert Kemmer Erich Zander Alfred Gerdes Erwin Keller Heinz Schmalix Harald Huffmann Werner Hamel Kurt Weiß Hans Scherbart Fritz Messner Rudolf Warnholtz Detlef Okrent Hermann Auf der Heide Heinrich Peter Carl Menke Heinz Raack Paul Mehlitz Ludwig Beisiegel Carl Ruck Erich Cuntz Werner Kubitzki |
| Vorrunde    | Afghanistan 4:1 Dänemark 6:0 |
| Halbfinale  | Niederlande 3:0 |
| Finale      | Indien 1:8 |
| Platzierung | Silber |

### Kanu
| Athleten                           | Wettbewerb  | Vorlauf    | Vorlauf | Finale      | Finale | Rang   |
| Athleten                           | Wettbewerb  | Zeit       | Rang    | Zeit        | Rang   | Rang   |
| ---------------------------------- | ----------- | ---------- | ------- | ----------- | ------ | ------ |
| Männer                             |             |            |         |             |        |        |
| Helmut Cämmerer                    | K1 1000 m   | 4:27,2 min | 2       | 4:25,6 min  | 2      | Silber |
| Ewald Tilker Fritz Bondroit        | K2 1000 m   | 4:11,0 min | 3       | 4:08,9 min  | 2      | Silber |
| Ernst Krebs                        | K1 10.000 m | –          | –       | 46:01,6 min | 1      | Gold   |
| Paul Wevers Ludwig Landen          | K2 10.000 m | –          | –       | 41:45,0 min | 1      | Gold   |
| Xaver Hörmann                      | F1 10.000 m | –          | –       | 50:06,5 min | 3      | Bronze |
| Willi Horn Erich Hanisch           | F2 10.000 m | –          | –       | 45:49,2 min | 2      | Silber |
| Erich Koschik                      | C1 1000 m   | –          | –       | 5:39,0 min  | 3      | Bronze |
| Hans Wedemann Heinrich Sack        | C2 1000 m   | –          | –       | 5:00,2 min  | 4      | 4      |
| Walter Schuur Christian Holzenberg | C2 10.000 m | –          | –       | 51:28,0 min | 4      | 4      |

### Leichtathletik
Laufen und Gehen 
| Athleten                                                           | Wettbewerb        | Vorlauf     | Vorlauf | Viertelfinale | Viertelfinale | Halbfinale    | Halbfinale    | Finale        | Finale        | Rang          |
| Athleten                                                           | Wettbewerb        | Zeit        | Rang    | Zeit          | Rang          | Zeit          | Rang          | Zeit          | Rang          | Rang          |
| ------------------------------------------------------------------ | ----------------- | ----------- | ------- | ------------- | ------------- | ------------- | ------------- | ------------- | ------------- | ------------- |
| Frauen                                                             |                   |             |         |               |               |               |               |               |               |               |
| Käthe Krauß                                                        | 100 m             | 12,1 s      | 1       | –             | –             | 11,9 s        | 2             | 11,9 s        | 3             | Bronze        |
| Emmy Albus                                                         | 100 m             | 12,4 s      | 1       | –             | –             | 12,2 s        | 3             | 12,3 s        | 6             | 6             |
| Marie Dollinger                                                    | 100 m             | 12,0 s      | 1       | –             | –             | 12,0 s        | 1             | 12,0 s        | 4             | 4             |
| Anni Steuer                                                        | 80 m Hürden       | 12,1 s      | 3       | –             | –             | 11,7 s        | 3             | 11,809 s      | 2             | Silber        |
| Doris Eckert                                                       | 80 m Hürden       | 12,0 s      | 2       | –             | –             | 11,8 s        | 2             | 12,190 s      | 6             | 6             |
| Hilde Klusenwerth                                                  | 80 m Hürden       | unbekannt   | 5       | –             | –             | ausgeschieden | ausgeschieden | ausgeschieden | ausgeschieden | 14–21         |
| Emmy Albus Käthe Krauß Marie Dollinger Ilse Dörffeldt              | 4 × 100 m Staffel | 46,4 s WR   | 1       | –             | –             | –             | –             | DSQ           | DSQ           | DSQ           |
| Männer                                                             |                   |             |         |               |               |               |               |               |               |               |
| Erich Borchmeyer                                                   | 100 m             | 10,7 s      | 1       | 10,5 s        | 1             | 10,7 s        | 3             | 10,7 s        | 5             | 5             |
| Manfred Kersch                                                     | 100 m             | 10,8 s      | 3       | ausgeschieden | ausgeschieden | ausgeschieden | ausgeschieden | ausgeschieden | ausgeschieden | 26–61         |
| Gerd Hornberger                                                    | 100 m             | 10,7 s      | 2       | 10,7 s        | 4             | ausgeschieden | ausgeschieden | ausgeschieden | ausgeschieden | 13            |
| Egon Schein                                                        | 200 m             | 22,0 s      | 2       | 21,7 s        | 5             | ausgeschieden | ausgeschieden | ausgeschieden | ausgeschieden | 13–16         |
| Karl Neckermann                                                    | 200 m             | 21,8 s      | 3       | 21,6 s        | 3             | 21,8 s        | 5             | ausgeschieden | ausgeschieden | 7             |
| Albert Steinmetz                                                   | 200 m             | 21,9 s      | 3       | DSQ           | DSQ           | ausgeschieden | ausgeschieden | ausgeschieden | ausgeschieden | ausgeschieden |
| Adolf Metzner                                                      | 400 m             | 50,2 s      | 3       | DNS           | DNS           | ausgeschieden | ausgeschieden | ausgeschieden | ausgeschieden | ausgeschieden |
| Hermann Blazejezak                                                 | 400 m             | 47,9 s      | 1       | 48,2 s        | 1             | 49,2 s        | 6             | ausgeschieden | ausgeschieden | 10            |
| Rudolf Klupsch                                                     | 400 m             | 49,1 s      | 3       | 48,8 s        | 4             | ausgeschieden | ausgeschieden | ausgeschieden | ausgeschieden | 14            |
| Rudolf Harbig                                                      | 800 m             | 1:56,8 min  | 6       | –             | –             | ausgeschieden | ausgeschieden | ausgeschieden | ausgeschieden | 27            |
| Ewald Mertens                                                      | 800 m             | 1:55,1 min  | 4       | –             | –             | 1:54,9 min    | 5             | ausgeschieden | ausgeschieden | 11            |
| Wolfgang Dessecker                                                 | 800 m             | 1:56,0 min  | 3       | –             | –             | 1:55,3 min    | 5             | ausgeschieden | ausgeschieden | 13            |
| Fritz Schaumburg                                                   | 1500 m            | 3:55,2 min  | 3       | –             | –             | –             | –             | 3:56,2 min    | 10            | 10            |
| Werner Böttcher                                                    | 1500 m            | 3:55,0 min  | 3       | –             | –             | –             | –             | 4:04,2 min    | 12            | 12            |
| Harry Mehlhose                                                     | 1500 m            | unbekannt   | 8       | –             | –             | –             | –             | ausgeschieden | ausgeschieden | 22–36         |
| Edmund Stadler                                                     | 5000 m            | 15:17,0 min | 8       | –             | –             | –             | –             | ausgeschieden | ausgeschieden | 18–19         |
| Karl-Heinz Becker                                                  | 5000 m            | 15:27,0 min | 8       | –             | –             | –             | –             | ausgeschieden | ausgeschieden | 21–31         |
| Max Syring                                                         | 5000 m            | unbekannt   | 10      | –             | –             | –             | –             | ausgeschieden | ausgeschieden | 23–37         |
| Max Gebhardt                                                       | 10.000 m          | –           | –       | –             | –             | –             | –             | 31:29,6 min   | 7             | 7             |
| Walter Schönrock                                                   | 10.000 m          | –           | –       | –             | –             | –             | –             | 32:59,0 min   | 21            | 21            |
| Josef Siegers                                                      | 10.000 m          | –           | –       | –             | –             | –             | –             | unbekannt     | 22            | 22            |
| Fritz Bleiweiß                                                     | 50 km Gehen       | –           | –       | –             | –             | –             | –             | 4:36:48,4 h   | 6             | 6             |
| Herbert Dill                                                       | 50 km Gehen       | –           | –       | –             | –             | –             | –             | 4:51:26,0 h   | 16            | 16            |
| Friedrich Prehn                                                    | 50 km Gehen       | –           | –       | –             | –             | –             | –             | DSQ           | DSQ           | DSQ           |
| Eduard Bräsecke                                                    | Marathon          | –           | –       | –             | –             | –             | –             | 2:59:33,4 min | 29            | 29            |
| Franz Barsicke                                                     | Marathon          | –           | –       | –             | –             | –             | –             | DNF           | DNF           | DNF           |
| Paul de Bruyn                                                      | Marathon          | –           | –       | –             | –             | –             | –             | DNF           | DNF           | DNF           |
| Willi Welscher                                                     | 110 m Hürden      | 15,2 s      | 4       | –             | –             | ausgeschieden | ausgeschieden | ausgeschieden | ausgeschieden | 14            |
| Erwin Wegner                                                       | 110 m Hürden      | 15,1 s      | 2       | –             | –             | 15,3 s        | 5             | ausgeschieden | ausgeschieden | 10            |
| Fritz Nottbrock                                                    | 400 m Hürden      | 54,7 s      | 1       | –             | –             | 54,8 s        | 6             | ausgeschieden | ausgeschieden | 12            |
| Hans Scheele                                                       | 400 m Hürden      | 54,6 s      | 3       | –             | –             | ausgeschieden | ausgeschieden | ausgeschieden | ausgeschieden | 15            |
| Willi Kürten                                                       | 400 m Hürden      | 54,6        | 2       | –             | –             | 54,5 s        | 6             | ausgeschieden | ausgeschieden | 11            |
| Alfred Dompert                                                     | 3000 m Hindernis  | 9:27,2 min  | 1       | –             | –             | –             | –             | 9:07,2 min    | 3             | Bronze        |
| Willi Heyn                                                         | 3000 m Hindernis  | 9:41,2 min  | 3       | –             | –             | –             | –             | 9:26,4 min    | 9             | 9             |
| Hans Raff                                                          | 3000 m Hindernis  | DNF         | DNF     | –             | –             | –             | –             | ausgeschieden | ausgeschieden | ausgeschieden |
| Erich Borchmeyer Wilhelm Leichum Erwin Gillmeister Gerd Hornberger | 4 × 100 m Staffel | 41,4 s      | 1       | –             | –             | –             | –             | 41,2 s        | 3             | Bronze        |
| Helmut Hamann Friedrich von Stülpnagel Harry Voigt Rudolf Harbig   | 4 × 400 m Staffel | 3:15,0 min  | 1       | –             | –             | –             | –             | 3:11,8 min    | 3             | Bronze        |

 Springen und Werfen 
| Athleten              | Wettbewerb     | Qualifikation | Qualifikation | Finale        | Finale        | Rang          |
| Athleten              | Wettbewerb     | Weite/Höhe    | Rang          | Weite/Höhe    | Rang          | Rang          |
| --------------------- | -------------- | ------------- | ------------- | ------------- | ------------- | ------------- |
| Frauen                |                |               |               |               |               |               |
| Elfriede Kaun         | Hochsprung     | –             | –             | 1,60 m        | 3             | Bronze        |
| Dora Ratjen           | Hochsprung     | –             | –             | 1,58 m        | 4             | 4             |
| Gisela Mauermayer     | Diskuswurf     | –             | –             | 47,63 m OR    | 1             | Gold          |
| Paula Mollenhauer     | Diskuswurf     | –             | –             | 39,80 m       | 3             | Bronze        |
| Anna Hagemann         | Diskuswurf     | –             | –             | 28,48 m       | 19            | 19            |
| Tilly Fleischer       | Speerwurf      | –             | –             | 45,18 m OR    | 1             | Gold          |
| Luise Krüger          | Speerwurf      | –             | –             | 43,29 m       | 2             | Silber        |
| Lydia Eberhardt       | Speerwurf      | –             | –             | 41,37 m       | 6             | 6             |
| Männer                |                |               |               |               |               |               |
| Gustav Weinkötz       | Hochsprung     | 1,85 m        | 1             | 1,94 m        | 6             | 6             |
| Günther Gehmert       | Hochsprung     | 1,85 m        | 1             | 1,90 m        | 10            | 10            |
| Hans Martens          | Hochsprung     | 1,70 m        | 32            | ausgeschieden | ausgeschieden | 32            |
| Julius Müller         | Stabhochsprung | 3,80 m        | 1             | 3,80 m        | 17            | 17            |
| Siegfried Schulz      | Stabhochsprung | 3,80 m        | 1             | 3,80 m        | 17            | 17            |
| Wilhelm Leichum       | Weitsprung     | unbekannt     | unbekannt     | 7,73 m        | 4             | 4             |
| Arthur Bäumle         | Weitsprung     | unbekannt     | unbekannt     | 7,32 m        | 9             | 9             |
| Luz Long              | Weitsprung     | unbekannt     | unbekannt     | 7,87 m        | 2             | Silber        |
| Luz Long              | Dreisprung     | unbekannt     | unbekannt     | 14,62 m       | 10            | 10            |
| Heinz Wöllner         | Dreisprung     | unbekannt     | unbekannt     | 15,27 m       | 4             | 4             |
| Erich Joch            | Dreisprung     | unbekannt     | unbekannt     | 14,88 m       | 7             | 7             |
| Hans Woellke          | Kugelstoßen    | unbekannt     | unbekannt     | 16,20 m OR    | 1             | Gold          |
| Hans-Heinrich Sievert | Kugelstoßen    | unbekannt     | unbekannt     | 14,79 m       | 10            | 10            |
| Gerhard Stöck         | Kugelstoßen    | unbekannt     | unbekannt     | 15,66 m       | 3             | Bronze        |
| Gerhard Stöck         | Speerwurf      | 63,5 m        | 8             | 71,84 m       | 1             | Gold          |
| Gottfried Weimann     | Speerwurf      | 63,2 m        | 9             | 63,58 m       | 9             | 9             |
| Friedrich Gerdes      | Speerwurf      | 60,3 m        | 15            | 55,93 m       | 17            | 17            |
| Willy Schröder        | Diskuswurf     | unbekannt     | unbekannt     | 47,93 m       | 5             | 5             |
| Hans Fritsch          | Diskuswurf     | unbekannt     | unbekannt     | 45,10 m       | 11            | 11            |
| Gerhard Hilbrecht     | Diskuswurf     | unbekannt     | unbekannt     | ausgeschieden | ausgeschieden | ausgeschieden |
| Karl Hein             | Hammerwurf     | unbekannt     | unbekannt     | 56,49 m OR    | 1             | Gold          |
| Erwin Blask           | Hammerwurf     | unbekannt     | unbekannt     | 55,04 m       | 2             | Silber        |
| Bernhard Greulich     | Hammerwurf     | unbekannt     | unbekannt     | 50,61 m       | 7             | 7             |

 Mehrkampf 
| Athleten         | 100 m  | 100 m | Weitsprung | Weitsprung | Kugelstoßen | Kugelstoßen | Hochsprung | Hochsprung | 400 m  | 400 m | 110 m Hürden | 110 m Hürden | Diskuswurf | Diskuswurf | Stabhochsprung | Stabhochsprung | Speerwurf | Speerwurf | 1500 m     | 1500 m | Punkte | Rang |
| Athleten         | Zeit   | Pkte. | Weite      | Pkte.      | Weite       | Pkte.       | Höhe       | Pkte.      | Zeit   | Pkte. | Zeit         | Pkte.        | Weite      | Pkte.      | Höhe           | Pkte.          | Weite     | Pkte.     | Zeit       | Pkte.  | Punkte | Rang |
| ---------------- | ------ | ----- | ---------- | ---------- | ----------- | ----------- | ---------- | ---------- | ------ | ----- | ------------ | ------------ | ---------- | ---------- | -------------- | -------------- | --------- | --------- | ---------- | ------ | ------ | ---- |
| Zehnkampf Männer |        |       |            |            |             |             |            |            |        |       |              |              |            |            |                |                |           |           |            |        |        |      |
| Helmut Bonnet    | 11,6 s | 683   | 6,66 m     | 734        | 13,5 m      | 698         | 1,75 m     | 585        | 53,7 s | 646   | 16,2 s       | 684          | 39,16 m    | 648        | 3,60 m         | 509            | 58,15 m   | 710       | 4:54,0 min | 595    | 6492   | 8    |
| Erwin Huber      | 11,5 s | 703   | 6,89 m     | 788        | 12,70 m     | 649         | 1,70 m     | 544        | 52,3 s | 706   | 15,8 s       | 728          | 35,46 m    | 573        | 3,80 m         | 562            | 56,45 m   | 685       | 4:35,2 min | 711    | 6648   | 4    |

### Moderner Fünfkampf
| Athleten          | Fechten | Fechten | Schwimmen  | Schwimmen | Reiten      | Reiten | Schießen | Schießen | Laufen      | Laufen | Punkte | Rang |
| Athleten          | Bilanz  | Punkte  | Zeit       | Punkte    | Zeit        | Punkte | Ringe    | Punkte   | Zeit        | Punkte | Punkte | Rang |
| ----------------- | ------- | ------- | ---------- | --------- | ----------- | ------ | -------- | -------- | ----------- | ------ | ------ | ---- |
| Männer            |         |         |            |           |             |        |          |          |             |        |        |      |
| Gotthard Handrick | 25-4-11 | 27,0    | 4:51,9 min | ??        | 9:09,6 min  | ??     | 20       | 192      | 14:41,7 min | ??     | 31,5   | Gold |
| Hermann Lemp      | 25-5-10 | 27,5    | 4:15,2 min | ??        | 9:12,3 min  | ??     | 20       | 188      | 15:01,7 min | ??     | 67,5   | 6    |
| Herbert Bramfeldt | 12-9-19 | 16,5    | 4:36,0 min | ??        | 10:21,8 min | ??     | 20       | 183      | 14:25,0 min | ??     | 89,0   | 12   |

### Polo
| Wettbewerb  | Männer                                                            |
| ----------- | ----------------------------------------------------------------- |
| Athleten    | Heinrich Amsinck Walter Bartram Arthur Köser Robert Miles Reincke |
| Spiele      | Ungarn 8:8 Ungarn 6:16                                            |
| Platzierung | 5                                                                 |

### Radsport

#### Bahn
| Athleten                                                   | Wettbewerb                   | Zeit       | Rang   |
| ---------------------------------------------------------- | ---------------------------- | ---------- | ------ |
| Männer                                                     |                              |            |        |
| Toni Merkens                                               | Bahn Sprint                  | unbekannt  | Gold   |
| Rudolf Karsch                                              | 1000 m Zeitfahren            | 1:13,2 min | Bronze |
| Ernst Ihbe Carly Lorenz                                    | Tandem                       | unbekannt  | Gold   |
| Erich Arndt Heinz Hasselberg Heiner Hoffmann Karl Klöckner | 4000 m Mannschaftsverfolgung | unbekannt  | 4      |

Mehrkampf

#### Straße
| Athleten                                                | Wettbewerb                       | Zeit        | Rang      |
| ------------------------------------------------------- | -------------------------------- | ----------- | --------- |
| Männer                                                  |                                  |             |           |
| Fritz Scheller                                          | Straßenrennen                    | 2:33:06,0 h | 4         |
| Willi Meurer                                            | Straßenrennen                    | unbekannt   | unbekannt |
| Fritz Ruland                                            | Straßenrennen                    | unbekannt   | unbekannt |
| Emil Schöpflin                                          | Straßenrennen                    | unbekannt   | unbekannt |
| Fritz Scheller Willi Meurer Fritz Ruland Emil Schöpflin | Straßenrennen Mannschaftswertung | unbekannt   | unbekannt |

### Reiten

#### Dressurreiten
| Athleten                                                                                        | Wettbewerb | Punkte  | Rang   |
| ----------------------------------------------------------------------------------------------- | ---------- | ------- | ------ |
| Heinz Pollay mit Kronos                                                                         | Einzel     | 1760,00 | Gold   |
| Friedrich Gerhard mit Absinth                                                                   | Einzel     | 1745,50 | Silber |
| Hermann von Oppeln-Bronikowski mit Gimpel                                                       | Einzel     | 1568,50 | 10     |
| Heinz Pollay mit Kronos Friedrich Gerhard mit Absinth Hermann von Oppeln-Bronikowski mit Gimpel | Mannschaft | 5074,00 | Gold   |

#### Springreiten
| Athleten                                                                        | Wettbewerb | Zeit      | Fehler | Rang |
| ------------------------------------------------------------------------------- | ---------- | --------- | ------ | ---- |
| Kurt Hasse mit Tora                                                             | Einzel     | 59,2 s    | 4,00   | Gold |
| Marten von Barnekow mit Nordland                                                | Einzel     | unbekannt | 20,00  | 16   |
| Heinz Brandt mit Alchimist                                                      | Einzel     | unbekannt | 20,00  | 16   |
| Kurt Hasse mit Tora Marten von Barnekow mit Nordland Heinz Brandt mit Alchimist | Mannschaft | unbekannt | 44,00  | Gold |

#### Vielseitigkeitsreiten
| Athleten                                                                                  | Wettbewerb | Punkte  | Rang |
| ----------------------------------------------------------------------------------------- | ---------- | ------- | ---- |
| Ludwig Stubbendorff mit Nurmi                                                             | Einzel     | −37,70  | Gold |
| Rudolf Lippert mit Fasan                                                                  | Einzel     | −111,60 | 6    |
| Konrad von Wangenheim mit Kurfürst                                                        | Einzel     | −527,35 | 24   |
| Ludwig Stubbendorff mit Nurmi Rudolf Lippert mit Fasan Konrad von Wangenheim mit Kurfürst | Mannschaft | −676,65 | Gold |

### Ringen

#### Freier Stil
| Athleten         | Wettbewerb        | 1. Runde          | 1. Runde     | 2. Runde         | 2. Runde     | 3. Runde        | 3. Runde      | 4. Runde         | 4. Runde      | 5. Runde       | 5. Runde                      | 6. Runde             | 6. Runde      | Rang   |
| Athleten         | Wettbewerb        | Gegner            | Ergebnis     | Gegner           | Ergebnis     | Gegner          | Ergebnis      | Gegner           | Ergebnis      | Gegner         | Ergebnis                      | Gegner               | Ergebnis      | Rang   |
| ---------------- | ----------------- | ----------------- | ------------ | ---------------- | ------------ | --------------- | ------------- | ---------------- | ------------- | -------------- | ----------------------------- | -------------------- | ------------- | ------ |
| Männer           |                   |                   |              |                  |              |                 |               |                  |               |                |                               |                      |               |        |
| Johannes Herbert | Bantamgewicht     | Ahmet Çakıryıldız | Schultersieg | Raymond Cazaux   | Schultersieg | Gustave Laporte | Schultersieg  | Herman Tuvesson  | 1:2           | Ödön Zombori   | Niederlage durch Schultersieg | ausgeschieden        | ausgeschieden | Bronze |
| Josef Böck       | Federgewicht      | Norman Morrell    | 0:3          | Gösta Frändfors  | 0:3          | ausgeschieden   | ausgeschieden | ausgeschieden    | ausgeschieden | ausgeschieden  | ausgeschieden                 | ausgeschieden        | ausgeschieden | 11     |
| Wolfgang Ehrl    | Leichtgewicht     | Gottfried Arn     | 3:0          | Václav Brdek     | Schultersieg | Eiichi Kazama   | Schultersieg  | Paride Romagnoli | 3:0           | Károly Kárpáti | 1:2                           | Hermanni Pihlajamäki | Schultersieg  | Silber |
| Josef Paar       | Weltergewicht     | John O’Hara       | 2:1          | Thure Andersson  | Schultersieg | Jaakko Pietilä  | 3:0           | Jean Jourlin     | 0:3           | ausgeschieden  | ausgeschieden                 | ausgeschieden        | ausgeschieden | 6      |
| Hans Schedler    | Mittelgewicht     | Ahmet Kireççi     | 0:3          | Ercole Gallegati | 0:3          | ausgeschieden   | ausgeschieden | ausgeschieden    | ausgeschieden | ausgeschieden  | ausgeschieden                 | ausgeschieden        | ausgeschieden | 12     |
| Erich Siebert    | Halbschwergewicht | Hubert Prokop     | 3:0          | Maurice Beke     | Schultersieg | Edward Scarf    | 3:0           | Freilos          | Freilos       | August Neo     | 0:3                           | –                    | –             | Bronze |
| Georg Gehring    | Schwergewicht     | Werner Bürki      | 1:2          | Mehmet Çoban     | Schultersieg | Josef Klapuch   | 0:3           | ausgeschieden    | ausgeschieden | ausgeschieden  | ausgeschieden                 | ausgeschieden        | ausgeschieden | 7      |

#### Griechisch-römischer Stil
| Athleten            | Wettbewerb        | 1. Runde       | 1. Runde                      | 2. Runde        | 2. Runde     | 3. Runde          | 3. Runde      | 4. Runde         | 4. Runde      | 5. Runde          | 5. Runde      | 6. Runde        | 6. Runde      | Rang   |
| Athleten            | Wettbewerb        | Gegner         | Ergebnis                      | Gegner          | Ergebnis     | Gegner            | Ergebnis      | Gegner           | Ergebnis      | Gegner            | Ergebnis      | Gegner          | Ergebnis      | Rang   |
| ------------------- | ----------------- | -------------- | ----------------------------- | --------------- | ------------ | ----------------- | ------------- | ---------------- | ------------- | ----------------- | ------------- | --------------- | ------------- | ------ |
| Männer              |                   |                |                               |                 |              |                   |               |                  |               |                   |               |                 |               |        |
| Jakob Brendel       | Bantamgewicht     | Ferdinand Hýža | 0:3                           | Väinö Perttunen | 3:0          | Robert Voigt      | Schultersieg  | Iosif Tojar      | Schultersieg  | Egon Svensson     | 3:0           | ausgeschieden   | ausgeschieden | Bronze |
| Sebastian Hering    | Federgewicht      | Ion Horvath    | Schultersieg                  | Norman Morrell  | Schultersieg | Aarne Reini       | 3:0           | Henryk Słazak    | 3:0           | Einar Karlsson    | 0:3           | ausgeschieden   | ausgeschieden | 4      |
| Heinrich Nettesheim | Leichtgewicht     | Lauri Koskela  | 1:2                           | Voldemar Väli   | 0:3          | ausgeschieden     | ausgeschieden | ausgeschieden    | ausgeschieden | ausgeschieden     | ausgeschieden | ausgeschieden   | ausgeschieden | 14     |
| Fritz Schäfer       | Weltergewicht     | Edgar Puusepp  | 3:0                           | Jean de Feu     | Schultersieg | Antun Fischer     | Schultersieg  | Silvio Tozzi     | Schultersieg  | Eino Virtanen     | Schultersieg  | Rudolf Svedberg | 1:2           | Silber |
| Ludwig Schweickert  | Mittelgewicht     | Hans Pointner  | Schultersieg                  | Francisc Cocoș  | Schultersieg | Ivar Johansson    | 1:2           | Ercole Gallegati | 3:0           | József Palotás    | Schultersieg  | Freilos         | Freilos       | Silber |
| Werner Seelenbinder | Halbschwergewicht | Edvīns Bietags | Niederlage durch Schultersieg | Georg Argast    | Schultersieg | Freilos           | Freilos       | Franz Foidl      | Schultersieg  | Axel Cadier       | 0:3           | ausgeschieden   | ausgeschieden | 4      |
| Kurt Hornfischer    | Schwergewicht     | Stevan Nagy    | Schultersieg                  | Josef Klapuch   | 3:0          | Alberts Zvejnieks | 3:0           | Aleardo Donati   | Schultersieg  | Kristjan Palusalu | 0:3           | –               | –             | Bronze |

### Rudern
| Athleten | Wettbewerb             | Vorlauf    | Vorlauf | Vorlauf       | Hoffnungslauf | Hoffnungslauf | Halbfinale | Halbfinale | Finale     | Finale | Rang   |
| Athleten | Wettbewerb             | Zeit       | Rang    | Qualifikation | Zeit          | Rang          | Zeit       | Rang       | Zeit       | Rang   | Rang   |
| --- | ---------------------- | ---------- | ------- | ------------- | ------------- | ------------- | ---------- | ---------- | ---------- | ------ | ------ |
| Männer |                        |            |         |               |               |               |            |            |            |        |        |
| Gustav Schäfer | Einer                  | 7:17,1 min | 1       | Halbfinale    | –             | –             | 8:04,0 min | 1          | 8:2,5 min  | 1      | Gold   |
| Willi Kaidel Joachim Pirsch | Doppelzweier           | 6:41,0 min | 1       | Finale        | –             | –             | –          | –          | 7:26,2 min | 2      | Silber |
| Willi Eichhorn Hugo Strauß | Zweier ohne Steuermann | 7:12,6 min | 1       | Finale        | –             | –             | –          | –          | 8:16,1 min | 1      | Gold   |
| Gerhard Gustmann Herbert Adamski Dieter Arend (Steuermann)                                                                                 | Zweier mit Steuermann  | 7:27,3 min | 1       | Finale        | –             | –             | –          | –          | 8:36,9 min | 1      | Gold   |
| Rudolf Eckstein Anton Rom Martin Karl Wilhelm Menne                                                                                        | Vierer ohne Steuermann | 6:22,5 min | 1       | Finale        | –             | –             | –          | –          | 7:01,8 min | 1      | Gold   |
| Hans Maier Walter Volle Ernst Gaber Paul Söllner Fritz Bauer (Steuermann)                                                                  | Vierer mit Steuermann  | 6:41,1 min | 1       | Finale        | –             | –             | –          | –          | 7:01,8 min | 1      | Gold   |
| Alfred Rieck Helmut Radach Hans Kuschke Heinz Kaufmann Gerd Völs Werner Loeckle Hans Hannemann Herbert Schmidt Wilhelm Mahlow (Steuermann) | Achter                 | 6:08,5 min | 2       | Hoffnungslauf | 6:44,9 min    | 1             | –          | –          | 6:26,4 min | 3      | Bronze |

### Schießen
| Athleten           | Wettbewerb          | 1. Runde  | 2. Runde  | 3. Runde  | 4. Runde  | 5. Runde  | 6. Runde  | Gesamt    | Rang      |
| Athleten           | Wettbewerb          | Punkte    | Punkte    | Punkte    | Punkte    | Punkte    | Punkte    | Punkte    | Rang      |
| ------------------ | ------------------- | --------- | --------- | --------- | --------- | --------- | --------- | --------- | --------- |
| Männer             |                     |           |           |           |           |           |           |           |           |
| Johann Schulz      | Kleinkaliber        | –         | –         | –         | –         | –         | –         | 292       | 23        |
| Erich Hotopf       | Kleinkaliber        | –         | –         | –         | –         | –         | –         | 292       | 23        |
| Arran Hoffmann     | Kleinkaliber        | –         | –         | –         | –         | –         | –         | 288       | 44        |
| Erich Krempel      | Scheibenpistole     | 87        | 88        | 91        | 92        | 95        | 91        | 544       | Silber    |
| Paul Wehner        | Scheibenpistole     | 90        | 84        | 88        | 87        | 88        | 88        | 525       | 12        |
| Emil Martin        | Scheibenpistole     | 84        | 86        | 91        | 81        | 88        | 89        | 519       | 19        |
| Cornelius van Oyen | Schnellfeuerpistole | 18        | 6         | 6         | 6         | –         | –         | 36        | Gold      |
| Heinz Hax          | Schnellfeuerpistole | 18        | 6         | 6         | 5         | –         | –         | 35        | Silber    |
| Georg Dern         | Schnellfeuerpistole | unbekannt | unbekannt | unbekannt | unbekannt | unbekannt | unbekannt | unbekannt | unbekannt |

### Schwimmen
| Athleten                                                                                                  | Wettbewerb         | Vorlauf       | Vorlauf | Halbfinale    | Halbfinale    | Finale        | Finale        | Rang   |
| Athleten                                                                                                  | Wettbewerb         | Zeit          | Rang    | Zeit          | Rang          | Zeit          | Rang          | Rang   |
| --- | ------------------ | ------------- | ------- | ------------- | ------------- | ------------- | ------------- | ------ |
| Frauen |                    |               |         |               |               |               |               |        |
| Gisela Arendt                                                                                             | 100 m Freistil     | 1:07,3 min    | 3       | 1:07,2 min    | 2             | 1:06,6 min    | 3             | Bronze |
| Ingeborg Schmitz                                                                                          | 100 m Freistil     | 1:10,9 min    | 18      | ausgeschieden | ausgeschieden | ausgeschieden | ausgeschieden | 20     |
| Magdalena Lohmar                                                                                          | 100 m Freistil     | 1:10,3 min    | 16      | ausgeschieden | ausgeschieden | ausgeschieden | ausgeschieden | 18     |
| Anni Stolte                                                                                               | 100 m Rücken       | 1:23,1 min    | 10      | 1:21,7 min    | 10            | ausgeschieden | ausgeschieden | 10     |
| Christel Rupke                                                                                            | 100 m Rücken       | 1:23,7 min    | 12      | ausgeschieden | ausgeschieden | ausgeschieden | ausgeschieden | 13     |
| Martha Genenger                                                                                           | 200 m Brust        | 3:02,9 min OR | 2       | 3:02,8 min    | 1             | 3:04,2 min    | 2             | Silber |
| Johanna Hölzner                                                                                           | 200 m Brust        | 3:11,0 min    | 10      | 3:08,8 min    | 4             | 3:09,5 min    | 4             | 4      |
| Trude Wollschläger                                                                                        | 200 m Brust        | 3:08,5 min    | 6       | 3:10,3 min    | 8             | ausgeschieden | ausgeschieden | 8      |
| Ruth Halbsguth Gisela Arendt (im Finale) Magdalena Lohmar Ingeborg Schmitz Ursula Pollack (im Halbfinale) | 4 × 100 m Freistil | –             | –       | 4:40,5 min    | 2             | 4:36,8 min    | 2             | Silber |
| Männer |                    |               |         |               |               |               |               |        |
| Helmut Fischer                                                                                            | 100 m Freistil     | 57,9 s        | 5       | 58,7 s        | 6             | 59,3 s        | 5             | 5      |
| Heiko Schwartz                                                                                            | 100 m Freistil     | 1:01,8 min    | 24      | ausgeschieden | ausgeschieden | ausgeschieden | ausgeschieden | 24     |
| Hermann Heibel                                                                                            | 100 m Freistil     | 1:01,4 min    | 17      | 1:00,3 min    | 10            | ausgeschieden | ausgeschieden | 10     |
| Heinz Arendt                                                                                              | 400 m Freistil     | 4:57,2 min    | 10      | 5:13,4 min    | 12            | ausgeschieden | ausgeschieden | 12     |
| Heinz Arendt                                                                                              | 1500 m Freistil    | 20:10,7 min   | 7       | 19:56,1 min   | 5             | 19:59,0 min   | 7             | 7      |
| Otto Przywara                                                                                             | 400 m Freistil     | 5:11,7 min    | 18      | 5:14,9 min    | 13            | ausgeschieden | ausgeschieden | 13     |
| Otto Przywara                                                                                             | 1500 m Freistil    | 20:59,0 min   | 12      | 20:55,0 min   | 12            | ausgeschieden | ausgeschieden | 12     |
| Hans Freese                                                                                               | 400 m Freistil     | 5:03,1 min    | 13      | 4:58,5 min    | 9             | ausgeschieden | ausgeschieden | 9      |
| Hans Freese                                                                                               | 1500 m Freistil    | 20:13,7 min   | 8       | 20:27,6 min   | 11            | ausgeschieden | ausgeschieden | 11     |
| Hans Schwarz                                                                                              | 100 m Rücken       | 1:11,0 min    | 9       | 1:11,8 min    | 12            | ausgeschieden | ausgeschieden | 12     |
| Heinz Schlauch                                                                                            | 100 m Rücken       | 1:10,1 min    | 6       | 1:10,8 min    | 8             | ausgeschieden | ausgeschieden | 8      |
| Erwin Simon                                                                                               | 100 m Rücken       | 1:11,7 min    | 11      | 1:11,7 min    | 11            | ausgeschieden | ausgeschieden | 11     |
| Erwin Sietas                                                                                              | 200 m Brust        | 2:44,6 min    | 3       | 2:44,8 min    | 4             | 2:42,9 min    | 2             | Silber |
| Joachim Balke                                                                                             | 200 m Brust        | 2:46,4 min    | 5       | 2:45,4 min    | 5             | 2:47,8 min    | 6             | 6      |
| Arthur Heina                                                                                              | 200 m Brust        | 2:48,5 min    | 7       | 2:47,3 min    | 8             | ausgeschieden | ausgeschieden | 8      |
| Helmut Fischer Hermann Heibel Wolfgang Heimlich Werner Plath                                              | 4 × 200 m Freistil | –             | –       | 9:21,4 min    | 4             | 9:19,0 min    | 5             | 5      |

### Segeln
| Athleten                                                                                | Wettbewerb    | 1. Rennen | 1. Rennen | 2. Rennen | 2. Rennen | 3. Rennen | 3. Rennen | 4. Rennen | 4. Rennen | 5. Rennen | 5. Rennen | 6. Rennen | 6. Rennen | 7. Rennen | 7. Rennen | Tie breaker | Gesamt | Gesamt |
| Athleten                                                                                | Wettbewerb    | Rang      | Punkte    | Rang      | Punkte    | Rang      | Punkte    | Rang      | Punkte    | Rang      | Punkte    | Rang      | Punkte    | Rang      | Punkte    | Tie breaker | Punkte | Rang   |
| --------------------------------------------------------------------------------------- | ------------- | --------- | --------- | --------- | --------- | --------- | --------- | --------- | --------- | --------- | --------- | --------- | --------- | --------- | --------- | ----------- | ------ | ------ |
| Mixed                                                                                   |               |           |           |           |           |           |           |           |           |           |           |           |           |           |           |             |        |        |
| Werner Krogmann                                                                         | Olympiajollen | 2         | 24        | 4         | 22        | 3         | 23        | 9         | 17        | 1         | 25        | 6         | 20        | 7         | 19        | –           | 150    | Silber |
| Peter Bischoff Hans-Joachim Weise                                                       | Star          | 1         | 12        | 4         | 9         | 1         | 12        | 1         | 12        | 2         | 11        | 1         | 12        | 1         | 12        | –           | 80     | Gold   |
| Hans Lubinus Dietrich Christensen Kurt Frey Theodor Thomsen Haimar Wedemeyer            | 6-m-Klasse    | 2         | 11        | 4         | 9         | DSQ       | 0         | 1         | 12        | DSQ       | 0         | 4         | 9         | 5         | 8         | –           | 49     | 6      |
| Hans Howaldt Felix Scheder-Bieschin Eduard Mohr Alfried Krupp Fritz Bischoff Otto Wachs | 8-m-Klasse    | 6         | 5         | 2         | 9         | 4         | 7         | 4         | 7         | 1         | 10        | 1         | 10        | 6         | 5         | 2           | 53     | Bronze |

### Turnen
| Athleten | Wettbewerb           | Punkte  | Rang   |
| --- | -------------------- | ------- | ------ |
| Frauen |                      |         |        |
| Gertrud Meyer Erna Bürger Käte Sohnemann Isolde Frölian Anita Bärwirth Paula Pöhlsen Friedl Iby Julie Schmitt        | Mannschaftsmehrkampf | 506,50  | Gold   |
| Männer |                      |         |        |
| Alfred Schwarzmann                                                                                                   | Einzelmehrkampf      | 113,110 | Gold   |
| Alfred Schwarzmann                                                                                                   | Barren               | 18,967  | Bronze |
| Alfred Schwarzmann                                                                                                   | Pferdsprung          | 19,200  | Gold   |
| Alfred Schwarzmann                                                                                                   | Pauschenpferd        | 19,000  | 7      |
| Alfred Schwarzmann                                                                                                   | Ringe                | 18,534  | 4      |
| Alfred Schwarzmann                                                                                                   | Boden                | 18,166  | 10     |
| Alfred Schwarzmann                                                                                                   | Reck                 | 19,233  | Bronze |
| Konrad Frey | Einzelmehrkampf      | 111,532 | Bronze |
| Konrad Frey | Barren               | 19,067  | Gold   |
| Konrad Frey | Pferdsprung          | 17,666  | 20     |
| Konrad Frey | Pauschenpferd        | 19,333  | Gold   |
| Konrad Frey | Ringe                | 17,733  | 18     |
| Konrad Frey | Boden                | 18,466  | 3      |
| Konrad Frey | Reck                 | 19,267  | Silber |
| Matthias Volz | Einzelmehrkampf      | 110,099 | 7      |
| Matthias Volz | Barren               | 17,033  | 38     |
| Matthias Volz | Pferdsprung          | 18,467  | Bronze |
| Matthias Volz | Pauschenpferd        | 18,766  | 10     |
| Matthias Volz | Ringe                | 18,667  | Bronze |
| Matthias Volz | Boden                | 18,366  | 5      |
| Matthias Volz | Reck                 | 18,800  | 11     |
| Willi Stadel | Einzelmehrkampf      | 108,999 | 8      |
| Willi Stadel | Barren               | 18,133  | 18     |
| Willi Stadel | Pferdsprung          | 18,033  | 14     |
| Willi Stadel | Pauschenpferd        | 18,867  | 9      |
| Willi Stadel | Ringe                | 16,966  | 36     |
| Willi Stadel | Boden                | 18,300  | 6      |
| Willi Stadel | Reck                 | 18,700  | 14     |
| Franz Beckert | Einzelmehrkampf      | 107,200 | 15     |
| Franz Beckert | Barren               | 17,933  | 21     |
| Franz Beckert | Pferdsprung          | 17,400  | 25     |
| Franz Beckert | Pauschenpferd        | 18,534  | 13     |
| Franz Beckert | Ringe                | 18,533  | 5      |
| Franz Beckert | Boden                | 17,767  | 17     |
| Franz Beckert | Reck                 | 17,033  | 45     |
| Walter Steffens | Einzelmehrkampf      | 106,500 | 17     |
| Walter Steffens | Barren               | 16,834  | 42     |
| Walter Steffens | Pferdsprung          | 17,234  | 29     |
| Walter Steffens | Pauschenpferd        | 19,033  | 5      |
| Walter Steffens | Ringe                | 16,133  | 58     |
| Walter Steffens | Boden                | 18,300  | 6      |
| Walter Steffens | Reck                 | 18,966  | 8      |
| Innozenz Stangl | Einzelmehrkampf      | 104,967 | 20     |
| Innozenz Stangl | Barren               | 15,733  | 63     |
| Innozenz Stangl | Pferdsprung          | 17,667  | 19     |
| Innozenz Stangl | Pauschenpferd        | 17,900  | 28     |
| Innozenz Stangl | Ringe                | 17,367  | 26     |
| Innozenz Stangl | Boden                | 17,133  | 37     |
| Innozenz Stangl | Reck                 | 19,167  | 4      |
| Ernst Winter | Einzelmehrkampf      | 95,766  | 58     |
| Ernst Winter | Barren               | 16,500  | 49     |
| Ernst Winter | Pferdsprung          | 17,900  | 17     |
| Ernst Winter | Pauschenpferd        | 17,433  | 35     |
| Ernst Winter | Ringe                | 16,167  | 57     |
| Ernst Winter | Boden                | 17,633  | 19     |
| Ernst Winter | Reck                 | 10,133  | 98     |
| Alfred Schwarzmann Konrad Frey Matthias Volz Willi Stadel Franz Beckert Walter Steffens Innozenz Stangl Ernst Winter | Mannschaftsmehrkampf | 657,430 | Gold   |

### Wasserball
| Wettbewerb  | Männer |
| ----------- | --- |
| Athleten    | Paul Klingenburg Bernhard Baier Gustav Schürger Fritz Gunst Josef Hauser Hans Schneider Hans Schulze Fritz Stolze Heinrich Krug Alfred Kienzle Helmuth Schwenn |
| Vorrunde    | Frankreich 8:1 Tschechoslowakei 6:1 Japan 13:1 |
| Halbfinale  | Österreich 3:1 Schweden 4:1 |
| Finalrunde  | Ungarn 2:2 Belgien 4:1 Frankreich 8:1 |
| Platzierung | Silber |

### Wasserspringen
| Athleten           | Wettbewerb        | Punkte | Rang   |
| ------------------ | ----------------- | ------ | ------ |
| Frauen             |                   |        |        |
| Gerda Daumerlang   | 3-m-Kunstspringen | 78,27  | 4      |
| Olga Jensch-Jordan | 3-m-Kunstspringen | 77,98  | 5      |
| Susanne Heinze     | 3-m-Kunstspringen | 71,49  | 7      |
| Käthe Köhler       | 10-m-Turmspringen | 33,43  | Bronze |
| Anne Ehscheidt     | 10-m-Turmspringen | 29,90  | 8      |
| Anneliese Kapp     | 10-m-Turmspringen | 28,66  | 11     |
| Männer             |                   |        |        |
| Leo Esser          | 3-m-Kunstspringen | 137,99 | 6      |
| Winfried Mahraun   | 3-m-Kunstspringen | 134,61 | 7      |
| Erhard Weiß        | 3-m-Kunstspringen | 141,21 | 5      |
| Erhard Weiß        | 10-m-Turmspringen | 110,15 | 4      |
| Hermann Stork      | 10-m-Turmspringen | 110,31 | Bronze |
| Siegfried Viebahn  | 10-m-Turmspringen | 105,00 | 7      |